# Festival Internacional de Cinema de Sant Sebastià 1955
La 3a edició del Festival Internacional de Cinema de Sant Sebastià va tenir lloc entre el 19 i el 26 de juliol de 1955. Tot i l'èxit de la convocatòria hi va haver algunes queixes per la manca de presència d'artistes estrangers, com Gina Lollobrigida, Sofia Loren o Marina Vlady.
Fou inaugurat per Walt Disney al Victoria Eugenia Antzokia el 19 de juliol amb la projecció de 20,000 Leagues Under the Sea de Richard Fleischer. El dia 20 es va fer una retrospectiva de pel·lícules espanyoles antigues com Asesinato y entierro de don José Canalejas (1912) i El sexto sentido (1928), entre d'altres.
Per a aquesta tercera edició el Festival va ser declarat competitiu i especialitzat per a pel·lícules en color per la FIAPF, atorgant-se el Gran Premi Internacional del Color. En aquesta mateixa edició es van lliurar les primeres Conquilles com a guardó identificatiu del festival, que encara eren de plata. A la cerimònia de clausura hi va assistir l'esposa del dictador, Carmen Polo.

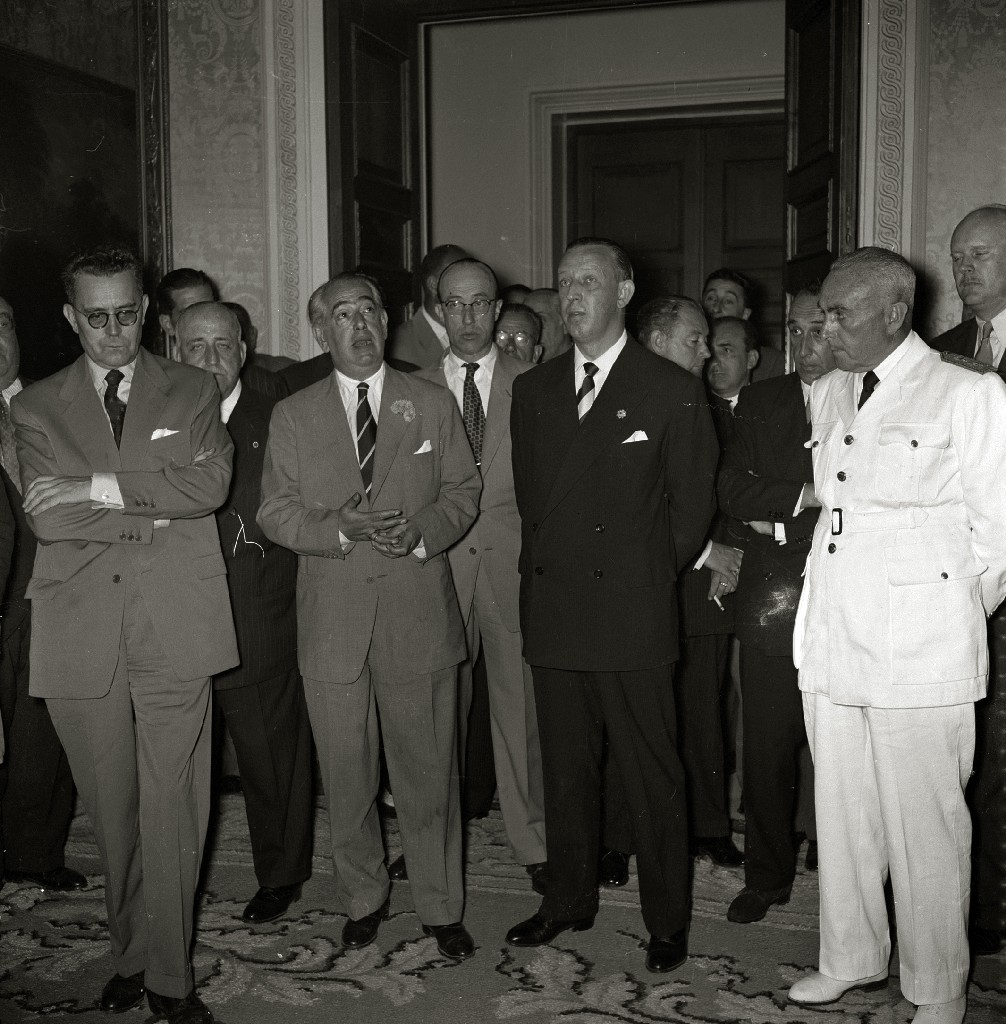

## Jurat oficial

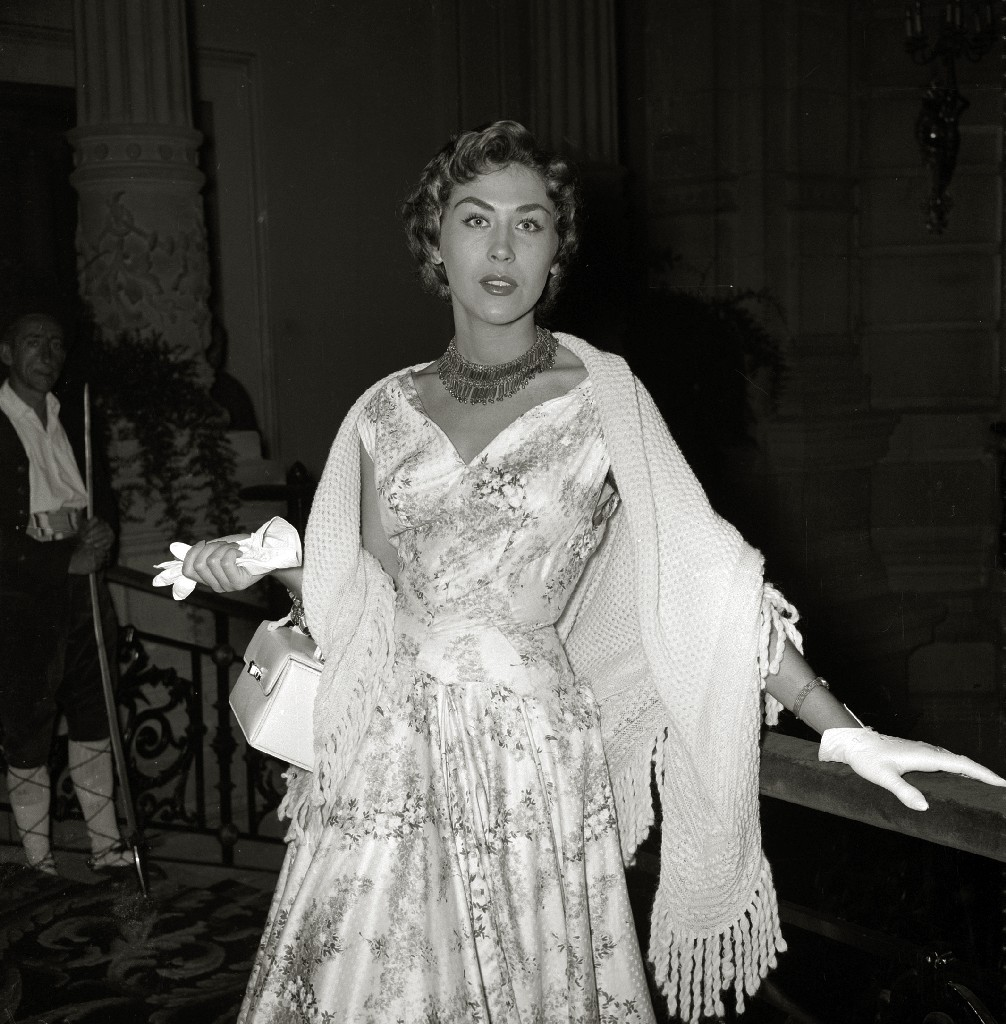

- José Camón Aznar
- Menchu Gal
- Luis Gómez Mesa
- Miguel Pérez Ferrero
- Louis Touchagues
- Giovanni Piergili
- Günter Schwartz
- Gavin Lambert

## Pel·lícules en competició
- 20,000 Leagues Under the Sea de Richard Fleischer[6]
- Ali Baba et les Quarante Voleurs de Jacques Becker
- Cavalleria rusticana de Carmine Gallone
- Contraband Spain, de Lawrence Huntington i Julio Salvador[7] /
- Der Pfarrer von Kirchfeld de Hans Deppe
- Giorni d'amore, de Giuseppe De Santis
- La grande speranza, dei Duilio Coletti
- La guerra privada del major Benson de Jerry Hopper
- La principessa delle Canarie, de Paolo Moffa
- La pícara molinera, de León Klimovsky
- Mademoiselle de Paris de Walter Kapps
- Doctor in the House de Ralph Thomas[8]
- Fortune carrée de Bernard Borderie /

## Palmarès
- CONQUILLA DE PLATA AL MILLOR COLOR: Giorni d'amore, de Giuseppe de Santis (Fotografia: Otello Martelli)
- CONQUILLA DE PLATA AL MILLOR COLOR (CURTMETRATGE): Toot, Whistle, Plunk and Boom, de Tom Oreb
- MENCIÓ HONORÍFICA: La pícara molinera, de León Klimovsky (Fotografia: Antonio López Ballesteros)